# The Crossroads of New York
The Crossroads of New York er en amerikansk stumfilm fra 1922 af F. Richard Jones.

## Medvirkende
- George O'Hara som Michael Flint
- Noah Beery som James Flint
- Ethel Grey Terry som Grace St. Clair
- Ben Deeley
- Billy Bevan
- Herbert Standing som John D. Anthony
- Dot Farley